# Hannie Termeulen
Hannie Termeulen (n. 18 februarie 1929, Wiesbaden, Republica de la Weimar – d. 1 martie 2001, Amsterdam, Țările de Jos) a fost o înotătoare olandeză, medaliată olimpică. A participat la 2 ediții ale Jocurilor Olimpice (1948, 1952) în care a câștigat două medalii de argint și o medalie de bronz.